# Marc Gomez
Pour les articles homonymes, voir Gomez.
Marc Gomez est un coureur cycliste français né le 10 septembre 1954 à Rennes.

## Biographie
Né en Bretagne, ses parents sont natifs de Torrelavega (Cantabrie, Espagne).
Professionnel de 1982 à 1989, il remporte Milan-San Remo en 1982 à la suite d'une très longue échappée en compagnie d'Alain Bondue et porte le maillot amarillo du Tour d'Espagne en 1982 et 1986. Il remporte également le titre de champion de France sur route à Carcassonne en 1983.
Aujourd'hui, une Randosportive, organisée chaque année dans la commune de Châteaugiron (Ille-et-Vilaine), porte son nom.

## Palmarès et résultats

### Palmarès amateur
- 1975
  -  Champion de Bretagne du kilomètre
- 1977
  - Challenge Marcel-Goupil
  - 3e des Deux Jours d'Ille-et-Vilaine
- 1978
  - Boucles de la Mayenne :
    - Classement général
    - 1re étape

  - Grand Prix de Névez
  - 2e du Tour d'Ille-et-Vilaine
  - 3e de l'Essor breton
  - 3e du Tour de la Manche
- 1979
  - Tour d'Émeraude :
    - Classement général
    - 2e étape

  - Bordeaux-Saintes
  - Trophée Pierre Chable
  - Tour d'Ille-et-Vilaine
  - 1re étape du Tour de Yougoslavie (contre-la-montre)
  - 3e du Grand Prix de Fougères
  - 3e de Nantes-Mortagne
- 1980
  -  Champion de France du contre-la-montre par équipes (avec Marc Madiot, Gérard Kerbrat et Jean-Pierre Guernion)
  - 2e étape du Circuit de Bretagne-Sud
  - 2e du Triomphe breton
- 1981
  - Tour de Vendée amateurs :
    - Classement général
    - 2e étape

  - Bordeaux-Saintes
  - Tour d'Ille-et-Vilaine :
    - Classement général
    - Prologue

  - Prologue et 4eb étape (contre-la-montre) du Ruban granitier breton
  - 2e étape des Boucles de l'Oust
  - 2e du championnat de France du contre-la-montre par équipes
  - 2e de la Palme d'or Merlin-Plage
  - 3e du championnat de France sur route amateurs
  - 6e du championnat du monde du contre-la-montre par équipes (avec Pascal Jules, Claude Moreau et Laurent Fignon)
  - 9e du championnat du monde sur route amateurs

### Palmarès professionnel
| - 1982 - Vainqueur de la Promotion Pernod - Milan-San Remo - 1re étape du Tour d'Armorique - Prologue du Tour d'Espagne - 3e du Paris-Camembert - 4e de Bordeaux-Paris - 8e du Grand Prix du Midi libre - 1983 - Champion de France sur route - 3e étape du Tour de l'Aude - 6e du Rund um den Henninger Turm - 1984 - 12e étape du Tour de l'Avenir - 1985 - Tour de Suède : - Classement général - 1re étape - 3e étape du Tour de France (contre-la-montre par équipes) - 1re étape du Tour du Limousin | - 1986 - 1re et 20e étapes du Tour d'Espagne - 1re étape du Tour d'Armorique - 1987 - 1re étape du Tour de Castille-et-León - 3e du Grand Prix de Rennes - 3e du Tour du Limousin - 1988 - 4ea étape du Tour de la Communauté valencienne - 12e étape du Tour du Portugal |  |

### Résultats sur les grands tours

#### Tour de France
5 participations
- 1982 : 71e
- 1983 : non-partant (4e étape)
- 1985 : 99e, vainqueur de la 3e étape (contre-la-montre par équipes)
- 1986 : 123e
- 1987 : 79e

#### Tour d'Italie
1 participation
- 1985 : 76e

#### Tour d'Espagne
4 participations
- 1982 : 35e, vainqueur du prologue,  maillot amarillo pendant 4 jours
- 1986 : 74e, vainqueur des 1re et 20e étapes,  maillot amarillo pendant 4 jours
- 1987 : hors délais (7e étape)
- 1988 : 66e